# The Nutty Professor (film fra 1996)
 For alternative betydninger, se The Nutty Professor. (Se også artikler, som begynder med The Nutty Professor)
Nutty Professor er en amerikansk filmkomedie fra 1996, som er baseret på Jerry Lewis klassiske film The Nutty Professor fra 1963.

## Handling
Filmen handler om den tykke videnskabsmand Sherman Klump, som er blevet forelsket den smukke dame Carla Purty. Sherman prøver at opfinde en drink, som kan gøre ham til en tynd og en flot mand.

## Medvirkende
- Eddie Murphy som Sherman Klump / Buddy Love, Cletus Klump (Shermans far), Anna Klump (Shermans mor), Ida Mae Jenson (Shermans mormor, Annas mor,) Ernie Klump Sr. (Shermans bror), Lance Perkins (fra tv show og spillet af Richard Simmons)
- Jada Pinkett Smith som Carla Purty
- Larry Miller som Dean Richmond
- James Coburn som Harlan Hartley
- John Ales som Jason
- Dave Chapelle som Reggie Warrington
- Montell Jordan som Himself
- Jamal Mixon som Ernie Klump Jr. (Shermans nevø)